# ام.جی. هانس تایهوتو
ام. جی. هانس تایهوتو (هلندی: M.J. Hans Taihuttu؛ زادهٔ ۱۹۰۹ - درگذشته نامشخص) بازیکن فوتبال اهل اندونزی بود.
وی همچنین در تیم ملی فوتبال هند شرقی هلند بازی کرده‌است.